# Athlétisme aux Jeux olympiques d'été de 1936, résultats détaillés
Pour les podiums, voir Athlétisme aux Jeux olympiques d'été de 1936

## Sprint

### 100 mètres hommes
| Place | Nom                | Pays       | Performance |
| ----- | ------------------ | ---------- | ----------- |
| 1     | Jesse Owens        | États-Unis | 10 s 3      |
| 2     | Ralph Metcalfe     | États-Unis | 10 s 4      |
| 3     | Tinus Osendarp     | Pays-Bas   | 10 s 5      |
| 4     | Frank Wykoff       | États-Unis | 10 s 6      |
| 5     | Erich Borchmeyer   | Allemagne  | 10 s 7      |
| 6     | Lennart Strandberg | Suède      | 10 s 9      |

- 63 coureurs de trente pays étaient au départ. Il y eut un premier tour de qualifications avec douze séries le 2 août dès 10h00. Les deux premiers se qualifiaient pour le tour suivant. Le deuxième tour de qualifications (quatre séries) eut lieu le même jour à 15h00, les trois premiers de chaque série se qualifiant pour les demi-finales. Celles-ci eurent lieu le 3 août à 15h00, deux heures avant la finale.
- Jesse Owens avait couru au premier tour en 10 s 3 établissant un nouveau record olympique. Au deuxième tour, il améliora son temps en 10 s 2 mais ce record ne fut pas homologué en raison d'un vent trop favorable.
- Ralph Metcalfe devenait le premier coureur de l'histoire à obtenir deux médailles sur 100 m.

### 100 mètres femmes
| Place | Nom                    | Pays       | Performance |
| ----- | ---------------------- | ---------- | ----------- |
| 1     | Helen Stephens         | États-Unis | 11 s 5 (RM) |
| 2     | Stanislawa Walasiewicz | Pologne    | 11 s 7      |
| 3     | Käthe Krauß            | Allemagne  | 11 s 9      |
| 4     | Marie Dollinger        | Allemagne  | 12 s 0      |
| 5     | Annette Rogers         | États-Unis | 12 s 2      |
| 6     | Emmy Albus             | Allemagne  | 12 s 3      |

- Trente concurrentes de quinze pays étaient au départ. Six séries ont eu lieu le 3 août (16h00) et les demi-finales le même jour à 17h30. Les deux premières de chaque série étaient qualifiées pour les demi-finales. Puis les trois premières de chaque demi-finale accédaient à la finale qui se déroula le 4 août à 16h00.
- Helen Stephens avait déjà réalisé 11 s 5 en série mais ce temps ne fut pas homologué car le vent était trop favorable.

### 200 mètres hommes
| Place | Nom              | Pays       | Performance |
| ----- | ---------------- | ---------- | ----------- |
| 1     | Jesse Owens      | États-Unis | 20 s 7 (RO) |
| 2     | Matthew Robinson | États-Unis | 21 s 1      |
| 3     | Tinus Osendarp   | Pays-Bas   | 21 s 3      |
| 4     | Paul Hänni       | Suisse     | 21 s 6      |
| 5     | Lee Orr          | Canada     | 21 s 6      |
| 6     | Wil van Beveren  | Pays-Bas   | 21 s 9      |

### 400 mètres hommes
| Place | Nom                | Pays        | Performance |
| ----- | ------------------ | ----------- | ----------- |
| 1     | Archibald Williams | États-Unis  | 46 s 5      |
| 2     | Godfrey Brown      | Royaume-Uni | 46 s 7      |
| 3     | James LuValle      | États-Unis  | 46 s 8      |
| 4     | William Roberts    | Royaume-Uni | 46 s 8      |
| 5     | William Fritz      | Canada      | 47 s 8      |
| 6     | John Loaring       | Canada      | 48 s 2      |

## Course de demi-fond

### 800 mètres hommes
| Place | Nom                  | Pays       | Performance  |
| ----- | -------------------- | ---------- | ------------ |
| 1     | John Woodruff        | États-Unis | 1 min 52 s 9 |
| 2     | Mario Lanzi          | Italie     | 1 min 53 s 3 |
| 3     | Phil Edwards         | Canada     | 1 min 53 s 6 |
| 4     | Kazimierz Kucharski  | Pologne    | 1 min 53 s 8 |
| 5     | Charles Hornbostel   | États-Unis | 1 min 54 s 6 |
| 6     | Harry Williamson     | États-Unis | 1 min 55 s 8 |
| 7     | Juan Carlos Anderson | Argentine  |              |
| 8     | Gerald Backhouse     | Australie  |              |

### 1 500 mètres hommes
| Place | Nom               | Pays               | Performance       |
| ----- | ----------------- | ------------------ | ----------------- |
| 1     | John Lovelock     | Nouvelle-Zélande   | 3 min 47 s 8 (RM) |
| 2     | Glenn Cunningham  | États-Unis         | 3 min 48 s 4      |
| 3     | Luigi Beccali     | Italie             | 3 min 49 s 2      |
| 4     | Archie San Romani | États-Unis         | 3 min 50 s 0      |
| 5     | Philip Edwards    | Canada             | 3 min 50 s 4      |
| 6     | John Cornes       | Royaume-Uni        | 3 min 51 s 4      |
| 7     | Miklós Szabó      | Royaume de Hongrie | 3 min 53 s 0      |
| 8     | Robert Goix       | France             | 3 min 53 s 8      |

## Course de fond

### 5 000 mètres hommes
| Place | Nom             | Pays       | Performance        |
| ----- | --------------- | ---------- | ------------------ |
| 1     | Gunnar Höckert  | Finlande   | 14 min 22 s 2 (RO) |
| 2     | Lauri Lehtinen  | Finlande   | 14 min 25 s 8      |
| 3     | Henry Jonsson   | Suède      | 14 min 29 s 0      |
| 4     | Kohei Murakoso  | Japon      | 14 min 30 s 0      |
| 5     | Józef Noji      | Pologne    | 14 min 33 s 4      |
| 6     | Ilmari Salminen | Finlande   | 14 min 39 s 8      |
| 7     | Umberto Cerati  | Italie     | 14 min 44 s 4      |
| 8     | Louis Zamperini | États-Unis | 14 min 46 s 8      |

### 10 000 mètres hommes
| Place | Nom                | Pays        | Performance   |
| ----- | ------------------ | ----------- | ------------- |
| 1     | Ilmari Salminen    | Finlande    | 30 min 15 s 4 |
| 2     | Arvo Askola        | Finlande    | 30 min 15 s 6 |
| 3     | Volmari Iso-Hollo  | Finlande    | 30 min 20 s 2 |
| 4     | Kohei Murakoso     | Japon       | 30 min 25 s 0 |
| 5     | James Burns        | Royaume-Uni | 30 min 58 s 2 |
| 6     | Juan Carlos Zabala | Argentine   | 31 min 22 s 0 |
| 7     | Max Gebhard        | Allemagne   | 31 min 29 s 6 |
| 8     | Donald Lash        | États-Unis  | 31 min 39 s 4 |

## Courses de haies

### 80 mètres haies femmes
| Place | Nom              | Pays      | Performance |
| ----- | ---------------- | --------- | ----------- |
| 1     | Trebisonda Valla | Italie    | 11 s 7 (RO) |
| 2     | Anni Steuer      | Allemagne | 11 s 7      |
| 3     | Elizabeth Taylor | Canada    | 11 s 7      |
| 4     | Claudia Testoni  | Italie    | 11 s 7      |
| 5     | Kitty ter Braake | Pays-Bas  | 11 s 8      |
| 6     | Doris Eckert     | Allemagne | 12 s 0      |

### 110 mètres haies hommes
| Place | Nom                     | Pays        | Performance |
| ----- | ----------------------- | ----------- | ----------- |
| 1     | Forrest Towns           | États-Unis  | 14 s 2      |
| 2     | Donald Finlay           | Royaume-Uni | 14 s 4      |
| 3     | Frederick Pollard       | États-Unis  | 14 s 4      |
| 4     | Håkan Lidman            | Suède       | 14 s 4      |
| 5     | John Thornton St Ledger | Royaume-Uni | 14 s 7      |
| 6     | Lawrence O'Connor       | Canada      | 15 s 0      |

### 400 mètres haies hommes
| Place | Nom                         | Pays        | Performance |
| ----- | --------------------------- | ----------- | ----------- |
| 1     | Glenn Hardin                | États-Unis  | 52 s 4      |
| 2     | John Loaring                | Canada      | 52 s 7      |
| 3     | Miguel White                | Philippines | 52 s 8      |
| 4     | Joseph Patterson            | États-Unis  | 53 s 0      |
| 5     | Sylvio de Magalhães Padilha | Brésil      | 54 s 0      |
| 6     | Chrístos Mántikas           | Grèce       | 54 s 2      |

### 3 000 mètres steeple hommes
| Place | Nom               | Pays       | Performance       |
| ----- | ----------------- | ---------- | ----------------- |
| 1     | Volmari Iso-Hollo | Finlande   | 9 min 03 s 8 (RM) |
| 2     | Kaarlo Tuominen   | Finlande   | 9 min 06 s 8      |
| 3     | Alfred Dompert    | Allemagne  | 9 min 07 s 2      |
| 4     | Martti Matilainen | Finlande   | 9 min 09 s 0      |
| 5     | Harold Manning    | États-Unis | 9 min 11 s 2      |
| 6     | Lars Larsson      | Suède      | 9 min 16 s 6      |
| 7     | Voldemars Vitols  | Lettonie   | 9 min 18 s 8      |
| 8     | Glenn Dawson      | États-Unis | 9 min 21 s 2      |

## Relais

### 4 × 100 mètres hommes
| Place | Nom                                                                 | Pays       | Performance |
| ----- | ------------------------------------------------------------------- | ---------- | ----------- |
| 1     | Jesse Owens Ralph Metcalfe Foy Draper Frank Wykoff                  | États-Unis | 39 s 8 (RM) |
| 2     | Orazio Mariani Gianni Caldana Elio Ragni Tullio Gonnelli            | Italie     | 41 s 1      |
| 3     | Wilhelm Leichum Erich Borchmeyer Erwin Gillmeister Gerd Hornberger  | Allemagne  | 41 s 2      |
| 4     | Juan Alberto Lavenas Antonio Sande Carlos Hofmeister Tomas Clifford | Argentine  | 42 s 2      |
| 5     | Samuel Richardson Arthur Humber Lee Orr Howard McPhee               | Canada     | 42 s 7      |
| 6     | Tjeerd Boersma Wil van Beveren Christiaan Berger Tinus Osendarp     | Pays-Bas   | DNF         |

### 4 × 100 mètres femmes
| Place | Nom                                                                 | Pays        | Performance |
| ----- | ------------------------------------------------------------------- | ----------- | ----------- |
| 1     | Harriet Bland Annette Rogers Elizabeth Robinson Helen Stephens      | États-Unis  | 46 s 9      |
| 2     | Eileen Hiscock Violet Olney Audrey Brown Barbara Burke              | Royaume-Uni | 47 s 6      |
| 3     | Dorothy Brookshaw Mildred Dolson Hilda Cameron Aileen Meagher       | Canada      | 47 s 8      |
| 4     | Lydia Bongiovanni Trebisonda Valla Fernanda Bullano Claudia Testoni | Italie      | 48 s 7      |
| 5     | Kitty ter Braake Fanny Koen Ali de Vries Lies Koning                | Pays-Bas    | 48 s 8      |
| 6     | Emmy Albus Käthe Krauß Marie Dollinger Ilse Dörffeldt               | Allemagne   | DNF         |

- Trente-deux athlètes de huit nations étaient au départ. Les demi-finales ont eu lieu le 8 août (15h30) et les trois premières équipes de chaque demi-finale accédaient à la finale programmée le 9 août à 15h30.
- L'équipe d'Allemagne avait amélioré le record du monde en 46 s 4 en demi-finale. En finale, les Allemandes menaient avec huit mètres d'avance sur les États-Unis avant le dernier passage de témoin. Mais le témoin tomba à terre lors de la transmission entre Marie Dollinger et Ilse Dörffeldt et l'équipe d'Allemagne fut disqualifiée.

### 4 × 400 mètres hommes
| Place | Nom                                                               | Pays        | Performance  |
| ----- | ----------------------------------------------------------------- | ----------- | ------------ |
| 1     | Frederick Wolff Godfrey Rampling William Roberts Godfrey Brown    | Royaume-Uni | 3 min 09 s 0 |
| 2     | Harold Cagle Robert Young Edward O'Brien Alfred Fitch             | États-Unis  | 3 min 11 s 0 |
| 3     | Helmut Hamann Friedrich von Stülpnagel Harry Voigt Rudolf Harbig  | Allemagne   | 3 min 11 s 8 |
| 4     | Marshall Limon Philip Edwards William Fritz John Loaring          | Canada      | 3 min 11 s 8 |
| 5     | Sven Strömberg Per Edfeldt Olof Danielsson Bertil von Wachenfeldt | Suède       | 3 min 13 s 0 |
| 6     | Tibor Ribényi Zoltán Zsitvai József Vadas József Kovács           | Hongrie     | 3 min 14 s 8 |

## Courses sur route

### Marathon hommes
| Place | Nom              | Pays                   | Performance            |
| ----- | ---------------- | ---------------------- | ---------------------- |
| 1     | Son Ki-chong     | Corée du Sud           | 2 h 29 min 19 s 2 (RO) |
| 2     | Ernest Harper    | Royaume-Uni            | 2 h 31 min 23 s 2      |
| 3     | Nam Seung-yong   | Corée du Sud           | 2 h 31 min 42 s 0      |
| 4     | Erkki Tamila     | Finlande               | 2 h 32 min 45 s 0      |
| 5     | Väinö Muinonen   | Finlande               | 2 h 33 min 46 s 0      |
| 6     | Johannes Coleman | Union d'Afrique du Sud | 2 h 36 min 17 s 0      |
| 7     | Donald Robertson | Royaume-Uni            | 2 h 37 min 06 s 2      |
| 8     | Henry Gibson     | Union d'Afrique du Sud | 2 h 38 min 04 s 0      |

### 50 km marche hommes
| Place | Nom                  | Pays                | Performance            |
| ----- | -------------------- | ------------------- | ---------------------- |
| 1     | Hector Whitlock      | Royaume-Uni         | 4 h 30 min 41 s 4 (RM) |
| 2     | Arthur Schwab        | Suisse              | 4 h 32 min 09 s 2      |
| 3     | Adalberts Bubenko    | Lettonie            | 4 h 32 min 42 s 2      |
| 4     | Jaroslav Zofka-Štork | Tchécoslovaquie     | 4 h 34 min 00 s 2      |
| 5     | Edgar Bruun          | Norvège             | 4 h 34 min 53 s 2      |
| 6     | Fritz Bleiweiß       | Allemagne           | 4 h 36 min 48 s 4      |
| 7     | Karl Reiniger        | Suisse              | 4 h 40 min 45 s 0      |
| 8     | Étienne Laisné       | France              | 4 h 41 min 40 s 0      |
| 9     | Teodor Bieregowoj    | Pologne             | 4 h 42 min 49 s 0      |
| 10    | Anton Toscani        | Pays-Bas            | 4 h 42 min 59 s 4      |
| 11    | Evald Segerström     | Suède               | 4 h 43 min 30 s 4      |
| 12    | Ettore Rivolta       | Italie              | 4 h 48 min 47 s 0      |
| 13    | Adrien Courtois      | France              | 4 h 49 min 07 s 0      |
| 14    | Giuseppe Gobbato     | Italie              | 4 h 49 min 51 s 0      |
| 15    | Adolf Aebersold      | Suisse              | 4 h 51 min 14 s 0      |
| 16    | Herbert Dill         | Allemagne           | 4 h 51 min 26 s 0      |
| 17    | Tebbs Lloyd Johnson  | Royaume-Uni         | 4 h 54 min 56 s 0      |
| 18    | Mario Brignoli       | Italie              | 4 h 58 min 12 s 0      |
| 19    | Ryoji Naraoka        | Japon               | 5 h 07 min 15 s 0      |
| 20    | Vasile Firea         | Roumanie            | 5 h 09 min 39 s 0      |
| 21    | Albert Mangan        | États-Unis          | 5 h 12 min 00 s 2      |
| 22    | Cai Tsungyi          | République de Chine | 5 h 16 min 02 s 4      |
| 23    | Ernest Koehler       | États-Unis          | 5 h 20 min 18 s 2      |
| 24    | Chao Yuyen           | République de Chine | 5 h 25 min 01 s 0      |
| 25    | Chang Chanchiu       | République de Chine | 5 h 26 min 54 s 2      |
| 26    | Ernie Crosbie        | États-Unis          | 5 h 31 min 44 s 2      |
|       | Jānis Daliņš         | Lettonie            | Abandon                |
|       | Joe Hopkins          | Royaume-Uni         | Abandon                |
|       | Ejner Bech           | Danemark            | Abandon                |
|       | Arnolds Krūkliņš     | Lettonie            | Disqualifié            |
|       | Dick Löf             | Suède               | Disqualifié            |
|       | Friedrich Prehn      | Allemagne           | Disqualifié            |
|       | Gösta Grandin        | Suède               | Disqualifié            |

## Sauts

### Saut en hauteur hommes
| Place | Nom               | Pays       | Performance |
| ----- | ----------------- | ---------- | ----------- |
| 1     | Cornelius Johnson | États-Unis | 2,03 m (RO) |
| 2     | David Albritton   | États-Unis | 2,00 m      |
| 3     | Delos Thurber     | États-Unis | 2,00 m      |
| 4     | Kalevi Kotkas     | Finlande   | 2,00 m      |
| 5     | Kimio Yada        | Japon      | 1,97 m      |
| 6     | Lauri Kalima      | Finlande   | 1,94 m      |
| 6     | Hiroshi Tanaka    | Japon      | 1,94 m      |
| 6     | Yoshiro Asakuma   | Japon      | 1,94 m      |
| 6     | Gustav Weinkötz   | Allemagne  | 1,94 m      |

### Saut en hauteur femmes
| Place | Nom                | Pays               | Performance |
| ----- | ------------------ | ------------------ | ----------- |
| 1     | Ibolya Csák        | Royaume de Hongrie | 1,60 m      |
| 2     | Dorothy Odam       | Royaume-Uni        | 1,60 m      |
| 3     | Elfriede Kaun      | Allemagne          | 1,60 m      |
| 4     | Marguerite Nicolas | France             | 1,58 m      |
| 5     | Doris Carter       | Australie          | 1,55 m      |
| 5     | Annette Rogers     | États-Unis         | 1,55 m      |
| 5     | Fanny Koen         | Pays-Bas           | 1,55 m      |
| 8     | Wanda Nowak        | Autriche           | 1,50 m      |
| 8     | Margaret Bell      | Canada             | 1,50 m      |
| 8     | Nelly Carrington   | Royaume-Uni        | 1,50 m      |
| 8     | Alice Jean Arden   | États-Unis         | 1,50 m      |
| 8     | Kathlyn Kelley     | États-Unis         | 1,50 m      |

### Saut à la perche hommes
| Place | Nom               | Pays               | Performance |
| ----- | ----------------- | ------------------ | ----------- |
| 1     | Earle Meadows     | États-Unis         | 4,35 m (RO) |
| 2     | Shuhei Nishida    | Japon              | 4,25 m      |
| 3     | Sueo Oe           | Japon              | 4,25 m      |
| 4     | William Sefton    | États-Unis         | 4,25 m      |
| 5     | William Graber    | États-Unis         | 4,15 m      |
| 6     | Josef Haunzwickel | Autriche           | 4,00 m      |
| 6     | Alfred Proksch    | Autriche           | 4,00 m      |
| 6     | Sylvanus Apps     | Canada             | 4,00 m      |
| 6     | Frederick Webster | Royaume-Uni        | 4,00 m      |
| 6     | Péter Bácsalmási  | Royaume de Hongrie | 4,00 m      |
| 6     | Viktor Zsuffka    | Royaume de Hongrie | 4,00 m      |
| 6     | Danilo Innocenti  | Italie             | 4,00 m      |
| 6     | Kiyoshi Adachi    | Japon              | 4,00 m      |
| 6     | Wilhelm Sznajder  | Pologne            | 4,00 m      |
| 6     | Bo Ljungberg      | Suède              | 4,00 m      |
| 6     | Jan Korejs        | Tchécoslovaquie    | 4,00 m      |

### Saut en longueur hommes
| Place | Nom           | Pays       | Performance |
| ----- | ------------- | ---------- | ----------- |
| 1     | Jesse Owens   | États-Unis | 8,06 m (RO) |
| 2     | Luz Long      | Allemagne  | 7,87 m      |
| 3     | Naoto Tajima  | Japon      | 7,74 m      |
| 4     | Arturo Maffei | Italie     | 7,73 m      |
| 6     | Robert Clark  | États-Unis | 7,67 m      |
| 7     | John Brooks   | États-Unis | 7,41 m      |
| 8     | Robert Paul   | France     | 7,34 m      |

### Triple saut hommes
| Place | Nom             | Pays       | Performance  |
| ----- | --------------- | ---------- | ------------ |
| 1     | Naoto Tajima    | Japon      | 16,00 m (RM) |
| 2     | Masao Harada    | Japon      | 15,66 m      |
| 3     | John Metcalfe   | Australie  | 15,50 m      |
| 4     | Heinz Wöllner   | Allemagne  | 15,27 m      |
| 5     | Rolland Romero  | États-Unis | 15,08 m      |
| 6     | Kenkichi Oshima | Japon      | 15,07 m      |
| 7     | Erich Joch      | Allemagne  | 14,88 m      |
| 8     | Dudley Wilkins  | États-Unis | 14,83 m      |

## Lancers

### Lancer du poids hommes
| Place | Nom              | Pays            | Performance  |
| ----- | ---------------- | --------------- | ------------ |
| 1     | Hans Woellke     | Allemagne       | 16,20 m (RO) |
| 2     | Sulo Bärlund     | Finlande        | 16,12 m      |
| 3     | Gerhard Stöck    | Allemagne       | 15,66 m      |
| 4     | Harrison Francis | États-Unis      | 15,45 m      |
| 5     | Jack Torrance    | États-Unis      | 15,38 m      |
| 6     | Dimitri Zaitz    | États-Unis      | 15,32 m      |
| 7     | František Douda  | Tchécoslovaquie | 15,28 m      |
| 8     | Arnold Viiding   | Estonie         | 15,23 m      |

### Lancer du disque hommes
| Place | Nom               | Pays       | Performance  |
| ----- | ----------------- | ---------- | ------------ |
| 1     | Kenneth Carpenter | États-Unis | 50,48 m (RO) |
| 2     | Gordon Dunn       | États-Unis | 49,36 m      |
| 3     | Giorgio Oberweger | Italie     | 49,23 m      |
| 4     | Reidar Sørlie     | Norvège    | 48,77 m      |
| 5     | Willy Schröder    | Allemagne  | 47,93 m      |
| 6     | Nikólaos Sýllas   | Grèce      | 47,75 m      |
| 7     | Gunnar Bergh      | Suède      | 47,22 m      |
| 8     | Åke Hedvall       | Suède      | 46,20 m      |

### Lancer du disque femmes
| Place | Nom                 | Pays       | Performance  |
| ----- | ------------------- | ---------- | ------------ |
| 1     | Gisela Mauermayer   | Allemagne  | 47,63 m (RO) |
| 2     | Jadwiga Wajsówna    | Pologne    | 46,22 m      |
| 3     | Paula Mollenhauer   | Allemagne  | 39,80 m      |
| 4     | Ko Nakamura         | Japon      | 38,24 m      |
| 5     | Hide Mineshima      | Japon      | 37,35 m      |
| 6     | Birgit Lundström    | Suède      | 35,92 m      |
| 7     | Ans Niesink         | Pays-Bas   | 35,21 m      |
| 8     | Gertrude Wilhelmsen | États-Unis | 34,43 m      |

### Lancer du marteau hommes
| Place | Nom               | Pays       | Performance  |
| ----- | ----------------- | ---------- | ------------ |
| 1     | Karl Hein         | Allemagne  | 56,49 m (RO) |
| 2     | Erwin Blask       | Allemagne  | 55,04 m      |
| 3     | Fred Warngård     | Suède      | 54,83 m      |
| 4     | Gustav Koutonen   | Finlande   | 51,90 m      |
| 5     | William Rowe      | États-Unis | 51,66 m      |
| 6     | Donald Favor      | États-Unis | 51,01 m      |
| 7     | Bernhard Greulich | Allemagne  | 50,61 m      |
| 8     | Koit Annamaa      | Estonie    | 50,46 m      |

### Lancer du javelot hommes
| Place | Nom                | Pays               | Performance |
| ----- | ------------------ | ------------------ | ----------- |
| 1     | Gerhard Stöck      | Allemagne          | 71,84 m     |
| 2     | Yrjö Nikkanen      | Finlande           | 70,77 m     |
| 3     | Kalervo Toivonen   | Finlande           | 70,72 m     |
| 4     | Lennart Atterwall  | Suède              | 69,20 m     |
| 5     | Matti Järvinen     | Finlande           | 69,18 m     |
| 6     | Alton Terry        | États-Unis         | 67,15 m     |
| 7     | Eugeniusz Lokajski | Pologne            | 66,39 m     |
| 8     | József Várszegi    | Royaume de Hongrie | 65,30 m     |

### Lancer du javelot femmes
| Place | Nom                 | Pays       | Performance  |
| ----- | ------------------- | ---------- | ------------ |
| 1     | Tilly Fleischer     | Allemagne  | 45,18 m (RO) |
| 2     | Luise Krüger        | Allemagne  | 43,29 m      |
| 3     | Maria Kwasniewska   | Pologne    | 41,80 m      |
| 4     | Herma Bauma         | Autriche   | 41,66 m      |
| 5     | Sadako Yamamoto     | Japon      | 41,45 m      |
| 6     | Lydia Eberhardt     | Allemagne  | 41,37 m      |
| 7     | Gertrude Wilhelmsen | États-Unis | 37,35 m      |
| 8     | Gien de Kock        | Pays-Bas   | 36,93 m      |

## Épreuves combinées

### Décathlon hommes
| Place | Nom           | Pays       | Performance    |
| ----- | ------------- | ---------- | -------------- |
| 1     | Glenn Morris  | États-Unis | 7 900 pts (RM) |
| 2     | Robert Clark  | États-Unis | 7 601 pts      |
| 3     | Jack Parker   | États-Unis | 7 275 pts      |
| 4     | Erwin Huber   | Allemagne  | 7 087 pts      |
| 5     | Jan Brasser   | Pays-Bas   | 7 046 pts      |
| 6     | Armin Guhl    | Suisse     | 7 033 pts      |
| 7     | Olle Bexell   | Suède      | 7 024 pts      |
| 8     | Helmut Bonnet | Allemagne  | 6 949 pts      |